# فاليري أندريه
فاليري أندريه (بالفرنسية: Valérie André)‏ (21 أبريل 1922 - 21 يناير 2025)، هي قائدة مروحية فرنسية، هي أول إمرأة تصل لرتبة جنرال في تاريخ فرنسا. ولدت في 21 أبريل 1922 في ستراسبورغ في فرنسا.